# Шахаров, Асхат Берлешевич
Асхат Берлешевич Шахаров (каз. Шахаров Асхат Берлешұлы, род. 3 октября 1978, с. Акбулак, Оренбургская область, СССР) — казахстанский спортивный, общественный и политический деятель. Аким города Актобе с 16 марта 2020 года по 25 ноября 2022 года. Заслуженный мастер спорта по самбо и дзюдо, трёхкратный чемпион мира по самбо, двукратный обладатель кубка мира, двукратный чемпион мира среди молодёжи (Актюбинск 1997, Краснодар 1998 гг.), трёхкратный чемпион Азии, обладатель гран-при Президента Российской Федерации Владимира Владимировича Путина, бронзовый призёр чемпионата мира по дзюдо, участник Олимпийских игр в Сиднее.

## Биография
Родился в Акбулаке Оренбургской области, затем переехал в п. Новый Актюбинской области.
Имеет две специальности: тренер-преподаватель и экономист. Окончил Казахскую академию туризма и спорта, Казахский экономический университет, Российскую Академию государственной службы (РАГС) при Президенте Российской Федерации.
Кандидат экономических наук. Работал преподавателем на кафедре спецдисциплин университета имени Жубанова.
В 2007—2013 годах — директор центра подготовки олимпийского резерва.
В 2007—2013 годах — депутат маслихата г. Актобе.
В 2012—2013 годах — депутат маслихата Актюбинской области.
С июня 2013 года по 30 июня 2017 года — аким Каратобинского района Западно-Казахстанской области.
С 1 июля 2017 года по 15 марта 2020 года — аким Зеленовского района Западно-Казахстанской области.
С 16 марта 2020 года по 25 ноября 2022 года — аким города Актобе.
С 5 сентября 2023 года назначен Акимом Актюбинской области.
Женат. Супруга — Алия Болаткалиевна (род. 1985). Сын — Али Мансур (род. 2008).